# Hypolycaena lochmophila
Hypolycaena lochmophila är en fjärilsart som beskrevs av Tite 1967. Hypolycaena lochmophila ingår i släktet Hypolycaena och familjen juvelvingar. Inga underarter finns listade i Catalogue of Life.